# Grb Ruande
Grb Ruande nanovo je stiliziran 2001. da bi se prilagodio bojama nacionalne zastave. U središnjem dijelu grba nalazi se zupčanik i još neki elementi, a oko grba se nalazi natpisi "Republika Ruanda" i "Jedinstvo, Rad, Patriotizam". 

## Također pogledajte
- Zastava Ruande